# Condylorrhiza
Condylorrhiza és un gènere d'arnes de la família Crambidae.

## Taxonomia
- Condylorrhiza epicapna (Meyrick, 1933)
- Condylorrhiza oculatalis (Möschler, 1890)
- Condylorrhiza vestigialis (Guenée, 1854)
- Condylorrhiza zyphalis (Viette, 1958)